# Nei Lingding Dao
Nei Lingding Dao (deutsch innere einsame Insel, 内伶仃岛 Nèi Língdīng Dǎo), latinisiert auch: Lintin, ist eine Insel des Stadtbezirks Nanshan der Unterprovinzstadt Shenzhen. 
Sie liegt nordöstlich von Macau im Perlflussdelta und verdankt ihren Namen der Tatsache, dass sie nur aus einem einzelnen, steil aufragenden Berg besteht. 
Die Insel hat eine Fläche von gut 9,2 km². Ihre höchste Erhebung ist der Jianfeng Shan (尖峰山) mit 340,9 m. Er liegt inmitten eines 554 ha großen Naturschutzgebietes mit einem weitgehend unberührten südasiatischen Tropenwald (619 geschützte Pflanzen- und zahlreiche Tierarten, darunter eine etwa 900 Köpfe zählende Makaken-Population, und das Malaiische Pangolin).

## Geschichte
Die Portugiesen unter Jorge Álvares landeten im Mai 1513, als sie erstmals die chinesische Küste erreichten, auf Nei Lingding Dao. Zu Zeiten des Ersten Opiumkrieges diente sie den Europäern als Lagerstätte für das von ihnen dann weiter nach China importierte Rauschgift.